# 2024 w sporcie

## Styczeń
- 30 grudnia–1 stycznia – 1. Turniej Dwóch Nocy w skokach narciarskich kobiet. Po wygraną sięgnęła Słowenka Nika Prevc[1].
- 1 stycznia – 15. edycja NHL Winter Classic w hokeju na lodzie w Seattle, w stanie Waszyngton. Zwycięstwo odnieśli zawodnicy Seattle Kraken, którzy pokonali rywali z Vegas Golden Knights 3:0[2].
- 15 grudnia–3 stycznia – 32.  Mistrzostwa Świata w dartach federacji PDC w Londynie. W angielskim finale Luke Humphries pokonał Luke’a Littlera 7:4[3].
- 28 grudnia–6 stycznia – 72. Turniej Czterech Skoczni w skokach narciarskich. Po trzecie w karierze zwycięstwo sięgnął Japończyk Ryōyū Kobayashi[4].
- 29 grudnia–7 stycznia – 2. edycja United Cup, czyli nieoficjalnych Mistrzostw Świata mikstów w tenisie ziemnym w Australii. W finale reprezentacja Niemiec (w składzie: Alexander Zverev, Angelique Kerber i Laura Siegemund) pokonała Polaków (w składzie: Hubert Hurkacz i Iga Świątek) 2:1[5].
- 30 grudnia–7 stycznia – 18. edycja Tour de Ski w biegach narciarskich. W klasyfikacji generalnej triumf odnieśli Norweg Harald Østberg Amundsen i Amerykanka Jessica Diggins (po raz drugi). Klasyfikację punktową wygrali Francuz Lucas Chanavat i Szwedka Linn Svahn[6][7].
- 5-7 stycznia – 3. Mistrzostwa Europy w łyżwiarstwie szybkim na dystansach w holenderskim Heerenveen. Klasyfikację medalową wygrali Holendrzy. Drugie miejsce zajęli Norwedzy, natomiast trzecie Polacy[8]. Polscy panczeniści wywalczyli trzy medale – złoto (męska drużyna sprinterska w składzie: Marek Kania, Piotr Michalski i Damian Żurek)[9], srebro (żeńska drużyna sprinterska w składzie: Andżelika Wójcik, Iga Wojtasik i Karolina Bosiek)[10] oraz brąz (Marek Kania indywidualnie w wyścigu na 500 metrów)[11].
- 5–13 stycznia – 20. Mistrzostwa Europy w piłce wodnej kobiet w Holandii. W finale Holenderki pokonały Hiszpanki 8:7. To szósty tytuł w historii tej reprezentacji. Brązowy medal wywalczyły Greczynki, które wygrały z Włoszkami 7:6. MVP turnieju wybrano Hiszpankę Beatriz Ortiz, natomiast najlepszą bramkarką Holenderkę Laurę Aarts. Z dorobkiem 21 bramek królowymi strzelczyń zostały ex aequo Węgierka Rita Keszthelyi, Rumunka Alina-Ioana Olteanu i Niemka Belen Vosseberg[12].
- 7–14 stycznia – 50. edycja snookerowego turnieju Masters w Londynie. W angielskim finale Ronnie O’Sullivan pokonał Allistera Cartera 10:7. To ósme mistrzostwo w historii startów Anglika. Maksymalnego brejka zrobili Chińczyk Ding Junhui i reprezentant Irlandii Północnej Mark Allen (147 punktów)[13].
- 10–14 stycznia
  - 15. Mistrzostwa Europy w kolarstwie torowym w holenderskim Apeldoorn. Klasyfikację medalową wygrali reprezentanci Wielkiej Brytanii. Drugie miejsce zajęli Niemcy, natomiast trzecie Holendrzy[14]. Polacy zdobyli trzy medale – Mateusz Rudyk wywalczył srebro w sprincie[15] i keirinie[16] oraz brąz w sprincie drużynowym (wspólnie z Danielem Rochną, Rafałem Sarneckim i Maciejem Bieleckim)[17].
  - 115. Mistrzostwa Europy w łyżwiarstwie figurowym w Kownie. Wśród solistów zwycięstwo odnieśli Francuz Adam Siao Him Fa i Belgijka Loena Hendrickx. Najlepszą parą sportową zostali Włosi, Lucrezia Beccari i Matteo Guarise, natomiast parą taneczną ich rodacy, Charlène Guignard i Marco Fabbri[18].
- 12–14 stycznia – 27. Mistrzostwa Europy w short tracku w Gdańsku. W klasyfikacji medalowej triumf odnieśli reprezentanci Holandii. Drugie miejsce zajęli Włosi, natomiast trzecie Belgowie[19]. Polacy zajęli 5. pozycję z dorobkiem dwóch medali. Srebro wywalczyła sztafeta mieszana w wyścigu na 2000 metrów (w składzie: Nikola Mazur, Michał Niewiński, Diané Sellier, Kamila Stormowska, Łukasz Kuczyński i Gabriela Topolska), natomiast brąz sztafeta męska w wyścigu na 5000 metrów (w składzie: Kuczyński, Niewiński, Sellier i Félix Pigeon)[20].
- 10. edycja kolarskiego wyścigu kobiet Tour Down Under w australijskiej Adelaide. Zwycięstwo odniosła Australijka Sarah Gigante (AG Insurance–Soudal). W klasyfikacji górskiej triumfowała Włoszka Katia Ragusa (Human Powered Health), w sprinterskiej jej rodaczka Sofia Bertizzolo (UAE Team ADQ), w młodzieżowej Holenderka Nienke Vinke (AG Insurance–Soudal), natomiast w drużynowej holenderska grupa Team Liv–Plantur[21].
- 13–14 stycznia – 55. Mistrzostwa Europy w saneczkarstwie na torach lodowych w austriackim Igls. Reprezentacja Austrii zdobyła cztery z pięciu możliwych do zdobycia złotych medali. W jedynkach triumf odnieśli Jonas Müller i Madeleine Egle. W dwójkach mężczyzn najlepsi okazali się Thomas Steu i Wolfgang Kindl. Wspólnie z Seliną Egle i Michaelą Kipp wygrali również sztafetę mieszaną. W dwójkach kobiet po wygraną sięgnęły Niemki, Jessica Degenhardt i Cheyenne Rosenthal[22].
- 4–16 stycznia – 36. Mistrzostwa Europy w piłce wodnej w Chorwacji. W finale Hiszpanie pokonali Chorwatów 11:10. Brązowy medal zdobyli reprezentanci Włoch, którzy wygrali z Węgrami 12:7. MVP i królem strzelców turnieju został Hiszpan Álvaro Granados (21 bramek}. Za najlepszego bramkarza uznano Chorwata Marko Bijača[23].
- 20 stycznia – UFC 297 w MMA w Toronto. W walce wieczoru reprezentant RPA Dricus Du Plessis pokonał niejednogłośną decyzją sędziów Amerykanina Seana Stricklanda. Stawką był pojedynek o mistrzostwo wagi średniej[24].
- 5–21 stycznia – 46. Halowe Mistrzostwa Świata w bowls w Anglii. Wśród mężczyzn najlepszy okazał Szkot Stewart Anderson, natomiast u kobiet Angielka Katherine Rednall[25].
- 12–21 stycznia – 1. PolSki Turniej w skokach narciarskich w Polsce. Zwycięstwo odniosła reprezentacja Austrii. Polska zajęła 6. miejsce[26].
- 15–21 stycznia – 10. edycja snookerowego turnieju World Grand Prix w angielskim Leicester. W angielskim finale Ronnie O’Sullivan pokonał Judda Trumpa 10:7. To trzeci triumf w karierze Brytyjczyka. Najwyższego brejka uzyskał ich rodak Shaun Murphy (145 punktów)[27].
- 16–21 stycznia – 21. edycja kolarskiego wyścigu mężczyzn Tour Down Under w australijskiej Adelaide. Po wygraną sięgnął Brytyjczyk Stephen Williams (Israel-Premier Tech). W klasyfikacji górskiej triumfował Australijczyk Luke Burns (Australia), w sprinterskiej jego rodak Sam Welsford (Bora-Hansgrohe), w młodzieżowej Meksykanin Isaac del Toro (UEA Team Emirates), natomiast w drużynowej francuska grupa Decathlon AG2R La Mondiale Team[28].
- 19–21 stycznia – 59. Mistrzostwa Czterech Kontynentów w łyżwiarstwie szybkim w Salt Lake City. Klasyfikację medalową wygrała reprezentacja Kanady. Drugie miejsce zajęli Amerykanie, natomiast trzecie Japończycy[29].
- 20–21 stycznia – 53. edycja Pucharu Europy Top 16 w tenisie stołowym w szwajcarskim Montreux. Po tytuły mistrzowskie sięgnęli Słoweniec Darko Jorgić i Francuzka Jia Nan Yuan. Do ćwierćfinału turnieju dotarła Polka Natalia Bajor[30].
- 26–28 stycznia
  - 52. Mistrzostwa świata w saneczkarstwie na torach lodowych w niemieckim Altenbergu. Klasyfikację medalową wygrała reprezentacja Austrii. Drugie miejsce zajęli Niemcy, natomiast trzecie Łotysze[31].
  - 28. edycja X Games, czyli Zimowych Igrzysk Sportów Ekstremalnych w Stanach Zjednoczonych. Klasyfikację medalową wygrali Amerykanie[32].
- 24–27 stycznia – 1. Mistrzostwa Świata w 5-osobowym hokeju na trawie kobiet w omańskim Muskacie. W finale Holenderki pokonały Hinduski 7:2. Brązowy medal wywalczyły Polki, które wygrały z reprezentantkami RPA 4:2. MVP turnieju została Holenderka Noor de Baat, najlepszą bramkarką Polka Marta Kucharska, natomiast najlepszą młodą zawodniczką Hinduska Deepika Soreng. Z dorobkiem 19 bramek królową strzelczyń została Urugwajka Teresa Viana[33].
- 24–28 stycznia – 31. Mistrzostwa Europy w biathlonie w słowackim Osrblie. W klasyfikacji medalowej triumf odnieśli Norwegowie. Drugie miejsce zajęli Francuzi, natomiast trzecie Szwedzi[34].
- 28-31 stycznia – 1. Mistrzostwa Świata w 5-osobowym hokeju na trawie mężczyzn w omańskim Muskacie. W finale Holendrzy pokonali Malezyjczyków 5:2. Brąz zdobyli reprezentanci Omanu, którzy wygrali z Polakami 3:2. Najbardziej wartościowym zawodnikiem turnieju wybrany został Malezyjczyk Akhimullah Anuar, najlepszym bramkarzem Holender Joey van Walstijn, natomiast najlepszym młodym zawodnikiem Pakistańczyk Hannan Shahid. Królem strzelców został inny z reprezentantów Pakistanu, Waheed Rana, który zdobył 23 bramki[35].

### Luty
- 3 lutego – 68. edycja Meczu Gwiazd NHL w hokeju na lodzie w Toronto. W finale Team Matthews pokonał Team McDavid 7:4. MVP meczu został Amerykanin Auston Matthews[36].
- 30 stycznia-4 lutego – 25. Mistrzostwa Czterech Kontynentów w łyżwiarstwie figurowym w Szanghaju. Wśród solistów najlepsi okazali się Japończycy – Yuma Kagiyama i Mone Chiba. W rywalizacji par zwycięstwo odnieśli Kanadyjczycy – Deanna Stellato-Dudek i Maxime Deschamps (para sportowa) oraz Piper Gilles i Paul Poirier (para taneczna)[37].
- 1-4 lutego
  - 21. Halowe Mistrzostwa Europy w hokeju na trawie mężczyzn w belgijskim Leuven. W finale Niemcy pokonali Polaków 5:2. To siedemnasty tytuł w historii tego kraju. Brązowy medal wywalczyli Belgowie, którzy wygrali z Austriakami 7:6. MVP turnieju wybrano Chorwata Anže Fujsa, natomiast najlepszym bramkarzem Belga Matteo Gryspeerdta. Z dorobkiem 12 bramek królami strzelców zostali ex aequo Austriak Fülöp Losonci i Hiszpan Ignacio Abajo[38].
  - Mistrzostwa Świata w pływaniu zimowym w rumuńskiej Oradei. Klasyfikację medalową wygrała reprezentacja Polski[39].
- 2-4 lutego
  - 58. Mistrzostwa Świata w bobslejach i skeletonie w austriackim Innsbrucku i łotewskiej Siguldzie. Klasyfikację medalową wygrała reprezentacja Niemiec, która zdobyła cztery z sześciu możliwych do zdobycia złotych medali. W zmaganiach bobsleistów zwycięstwo odnieśli Lisa Buckwitz (monobob kobiet), Laura Nolte i Neele Schuten (dwójka kobiet), Adam Ammour i Issam Ammour (dwójki mężczyzn) oraz Francesco Friedrich, Candy Bauer, Alexander Schüller i Felix Straub (czwórka mężczyzn). W rywalizacji skeletonistów najlepsi okazali się Brytyjczyk Marcus Wyatt i Belgijka Kim Meylemans[40].
  - 75. Mistrzostwa świata w kolarstwie przełajowym w czeskim Taborze. Tytuły mistrzowskie wywalczyli Holendrzy – Mathieu van der Poel (po raz szósty)[41] i Fem van Empel (po raz drugi)[42].
- 4 lutego – 79. finał Pro Bowl w futbolu amerykańskim w Orlando, w stanie Floryda. Zawodnicy National Football Conference pokonali pokonali rywali z American Football Conference 64:59. Najlepszym ofensywnym zawodnikiem został Amerykanin Baker Mayfield, natomiast defensywnym jego rodak Demario Davis[43].
- 8–11 lutego – 22. Halowe Mistrzostwa Europy w hokeju na trawie kobiet w Berlinie. W finale Niemki pokonały Polki 3:2. To siedemnasty tytuł w historii tego kraju. Brązowy medal wywalczyły Austriaczki, które wygrały z Hiszpankami 3:1. Najbardziej wartościową zawodniczką turnieju została Hiszpanka Berta Agulló, natomiast bramkarką Polka Marta Kucharska. Z dorobkiem dziewięciu bramek królowymi strzelczyń zostały Turczynka Fatma Songül Gültekin i Ukrainka Karyna Leonowa[44].
- 11 lutego – 58. finał Super Bowl w futbolu amerykańskim w Paradise, w stanie Nevada. Po trzecie mistrzostwo w historii sięgnęli futboliści Kansas City Chiefs, którzy pokonali w dogrywce rywali z San Francisco 49ers 25:22. MVP meczu został Amerykanin Patrick Mahomes[45].
- 7–13 lutego – 6. Mistrzostwa Świata w paralotniarstwie Katarze. Najlepsza okazała się reprezentacja Francji[46].
- 11–17 lutego – 22. edycja turnieju Qatar Open w tenisie ziemnym w Dosze. W grze pojedynczej po trzecie zwycięstwo z rzędu sięgnęła Polka Iga Świątek[47], natomiast w rywalizacji deblowej triumf odniosły Holenderka Demi Schuurs i Brazylijka Luisa Stefani[48].
- 2–18 lutego – 21. Mistrzostwa Świata w pływaniu w katarskim Dosze. W klasyfikacji medalowej triumf odnieśli Chińczycy. Drugie miejsce zajęli Amerykanie, natomiast trzecie Australijczycy[49]. Polacy wywalczyli trzy brązowe medale – Katarzyna Wasick (50 m stylem dowolnym)[50], Jakub Majerski (100 m stylem motylkowym)[51] i Ksawery Masiuk (50 m stylem grzbietowym)[52].
- 7–18 lutego – 54. Mistrzostwa Świata w biathlonie w czeskim Novym Meście na Morawach. Klasyfikację medalową wygrała reprezentacja Francji. Drugie miejsce zajęli Norwegowie, natomiast trzecie Szwedzi[53].
- 12–18 lutego – 75. Mistrzostwa Europy w zapasach w Bukareszcie. Klasyfikację medalową wygrała reprezentacja Turcji. Drugie miejsce zajęli Azerowie, natomiast trzecie Ormianie. Turcy zwyciężyli również klasyfikację punktową w rywalizacji mężczyzn w zapasach stylu wolnego i klasycznego. Wśród kobiet najlepsze okazały się Ukrainki[54]. Cztery brązowe medale wywalczyły Polki – Roksana Zasina[55], Anhelina Łysak, Patrycja Gil i Wiktoria Chołuj[56].
- 14–18 lutego – 9. Drużynowe Mistrzostwa Europy w badmintonie w Łodzi. Zarówno wśród mężczyzn, jak i u kobiet, najlepsi okazali się reprezentanci Danii. W finale żeńskim Dunki pokonały Hiszpanki 3:1. Brąz wywalczyły Francuzki i Szkotki. W finale męskim Duńczycy wygrali z reprezentantami Francji 3:0. Brązowe medale trafiły w ręce Niemców i Anglików[57].
- 15–18 lutego – 23. Mistrzostwa Świata w łyżwiarstwie szybkim na dystansach w Calgary. Klasyfikację medalową wygrała reprezentacja Holandii. Drugie miejsce zajęli Amerykanie, natomiast trzecie Kanadyjczycy[58]. Brązowe medale wywalczyli Damian Żurek (500 m)[59] i drużyna sprinterska kobiet (w składzie: Karolina Bosiek, Andżelika Wójcik i Iga Wojtasik)[60].
- 17–18 lutego – 10. edycja NHL Stadium Series w hokeju na lodzie w East Rutherford, w stanie New Jersey. W pierwszym meczu zawodnicy New Jersey Devils pokonali rywali z Philadelphia Flyers 6:3. W drugim meczu natomiast hokeiści New York Rangers wygrali 6:5 oponentów z New York Islanders[61].
- 18 lutego
  - 73. edycja Meczu Gwiazd NBA w koszykówce w Indianapolis. Po zwycięstwo sięgnęli zawodnicy Konferencji Wschodniej, którzy pokonali rywali z Konferencji Zachodniej 211:186. MVP meczu został Amerykanin Damian Lillard[62].
  - 66. edycja wyścigu Daytona 500 w serii NASCAR na Florydzie. Zwycięstwo odniósł Amerykanin Amerykanin William Byron z Hendricks Motorsport[63].
- 12–20 lutego – 102. Mistrzostwa Europy w podnoszeniu ciężarów w Sofii. W klasyfikacji medalowej triumf odnieśli Ormianie. Drugie miejsce zajęli Bułgarzy, natomiast trzecie ex aequo Włosi i Ukraińcy. Reprezentanci Armenii wygrali również klasyfikację małych medali[64]. Polacy zdobyli osiem medali, w tym trzy w dwuboju. Po trzy złote medale (dwubój, podrzut i rwanie) sięgnęła Weronika Zielińska-Stubińska[65]. Złoto w podrzucie i brąz w dwuboju wywalczyła Wiktoria Wołk[66]. Srebrne medale w podrzucie i dwuboju zdobyła Oliwia Drzazga[67]. Brąz w podrzucie wywalczył Patryk Bęben[68].
- 20 lutego – 9. finał Ligi Mistrzów w hokeju na lodzie w Genewie. Po pierwszy tytuł w historii sięgnęli hokeiści szwajcarskiej drużyny Servette Genewa, którzy pokonali rywali ze szwedzkiego Skellefteå AIK 3:2. Najbardziej wartościowym zawodnikiem turnieju oraz najlepszym obrońcą został Fin Sami Vatanen, z kolei królem strzelców z 12 trafieniami Czech Dominik Lakatoš. Wyróżnieni zostali również Kanadyjczyk Tyler Beskorowany (bramkarz), Amerykanin Les Lancaster (obrońca), Słowak Libor Hudáček (napastnik), Fin Aatu Jämsen (napastnik) i Szwed Pär Lindholm (napastnik)[69].
- 18–24 lutego – 32. (24. u kobiet) edycja Dubai Tennis Championship w tenisie ziemnym. W grze pojedynczej najlepsi okazali się Francuz Ugo Humbert[70] i Włoszka Jasmine Paolini[71]. W rywalizacji deblowej triumf odnieśli Holender Tallon Griekspoor i Niemiec Jan-Lennard Struff[70] i Australijka Storm Hunter i Czeszka Kateřina Siniaková[72].
- 19–24 lutego – 20. Halowe Mistrzostwa Europy w łucznictwie w chorwackim Varaždin. Klasyfikację medalową wygrała reprezentacja Włoch. Drugie miejsce zajęli Ukraińcy, natomiast trzecie Izraelici[73].
- 24 lutego – 30. edycja World Club Challenge w rugby w angielskim Wigan. W finale zawodnicy Wigan Warriors pokonali rywali z australijskiego Penrith Panthers 16:12[74].
- 15–25 lutego – 12. Mistrzostwa Świata w piłce nożnej plażowej w Zjednoczonych Emiratach Arabskich. W finale Brazylijczycy pokonali Włochów 6:4. To szóste mistrzostwo w historii tego kraju. Brązowy medal wywalczyli reprezentanci Iranu, którzy wygrali z Białorusinami 6:1. Złotą Piłkę dla najlepszego zawodnika turnieju zdobył Włoch Josep Junior. Złote Rękawice dla najlepszego bramkarza trafiły w ręce Brazylijczyka Tiago Bobô. Nagrodę Fair Play zdobyli Portugalczycy. Królem strzelców z dorobkiem dwunastu goli został Białorusin Ihar Bryshtel[75].
- 16–25 lutego – 57. Drużynowe Mistrzostwa Świata w tenisie stołowym w koreańskim Pusan. Zarówno wśród mężczyzn, jak i u kobiet, po tytuły mistrzowskie sięgnęła reprezentacja Chin. Chińczycy pokonali w finale Francuzów 3:0. Brązowe medale wywalczyli reprezentanci Korei Południowej i Chińskiej Tajpej[76]. Chinki wygrały z Japonkami 3:2. Brązowe medale trafiły w ręce reprezentantek Francji i Hongkongu[77].
- 19–25 lutego – 8. edycja snookerowego turnieju Players Championship w angielskim Telford. W finale reprezentant Irlandii Północnej Mark Allen pokonał Chińczyka Zhang Andę 10:8. Allen wywalczył również najwyższego brejka turnieju (146 punktów)[78].